# (300080) 2006 UR215
(300080) 2006 UR215 es un asteroide perteneciente al cinturón de asteroides, descubierto el 25 de octubre de 2006 por Janos Kelemen desde la Estación Piszkéstető, Budapest, Hungría.

## Designación y nombre
Designado provisionalmente como 2006 UR215.

## Características orbitales
2006 UR215 está situado a una distancia media del Sol de 3,077 ua, pudiendo alejarse hasta 3,385 ua y acercarse hasta 2,770 ua. Su excentricidad es 0,099 y la inclinación orbital 9,246 grados. Emplea 1972,15 días en completar una órbita alrededor del Sol.

## Características físicas
La magnitud absoluta de 2006 UR215 es 15,8.